# Alessandro Specchi
Alessandro Specchi (Roma, 9 giugno 1666 – Roma, 16 novembre 1729) è stato un architetto e incisore italiano.

## Biografia

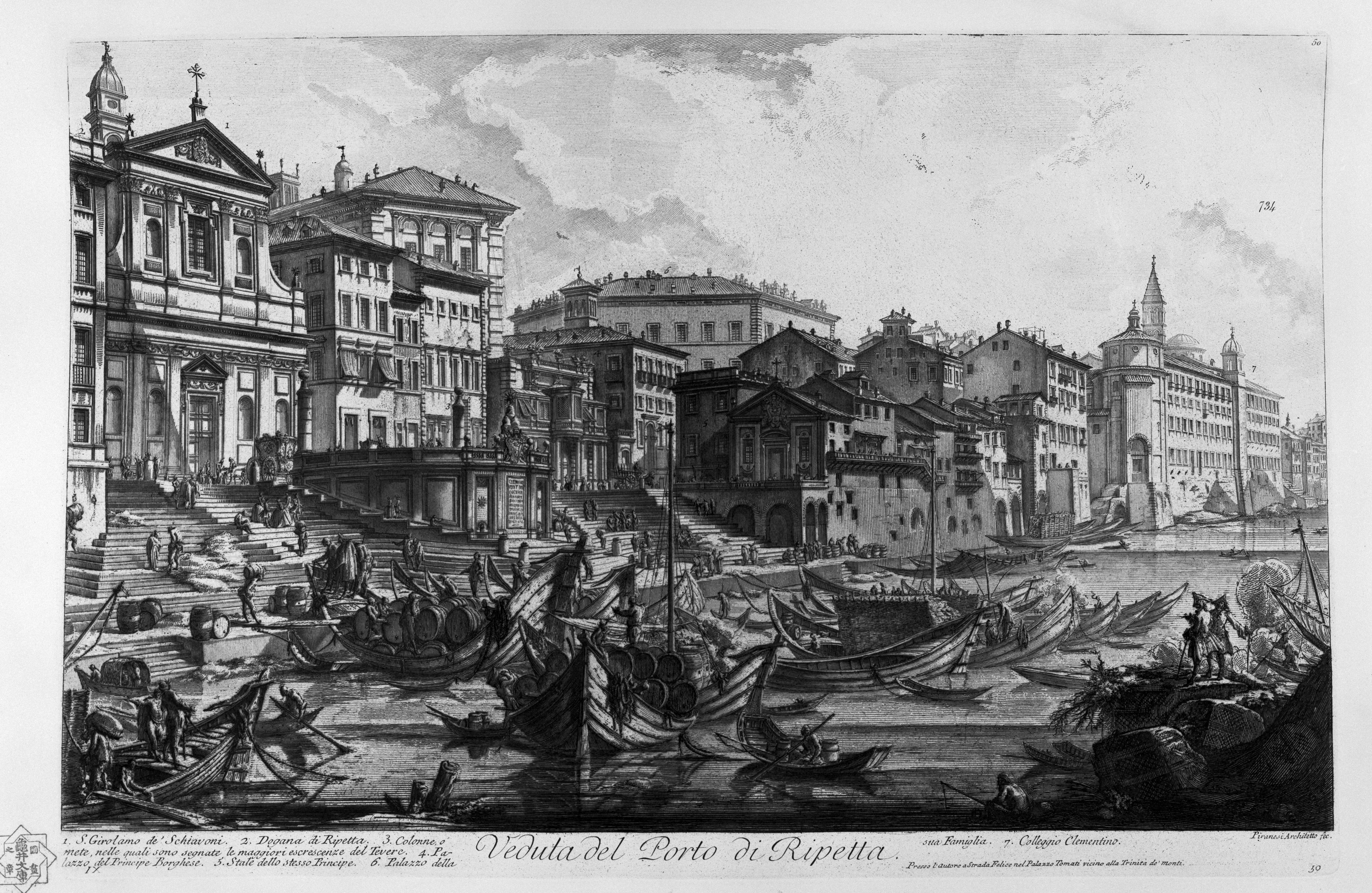
Il Porto di Ripetta in un'incisione di Giovanni Battista Piranesi.

Allievo di Carlo Fontana, Specchi si specializzò subito anche come incisore, producendo diverse serie di vedute della città di Roma (Nuovo teatro dei palazzi di Roma, 1699). Sue sono anche le incisioni della monumentale opera a stampa del Tempio Vaticano dello stesso Fontana (1694).
Fin dal principio l'architettura di Specchi si mostrò ricettiva nei confronti degli stimoli dell'arte borrominiana. La sua prima opera fu la sistemazione urbanistica del Porto di Ripetta, caratterizzato da una pittoresca gradinata a linee concave e convesse digradanti verso il Tevere, distrutta per costruire i nuovi argini del fiume dopo l'Unità d'Italia e sostituita dal Ponte Cavour.

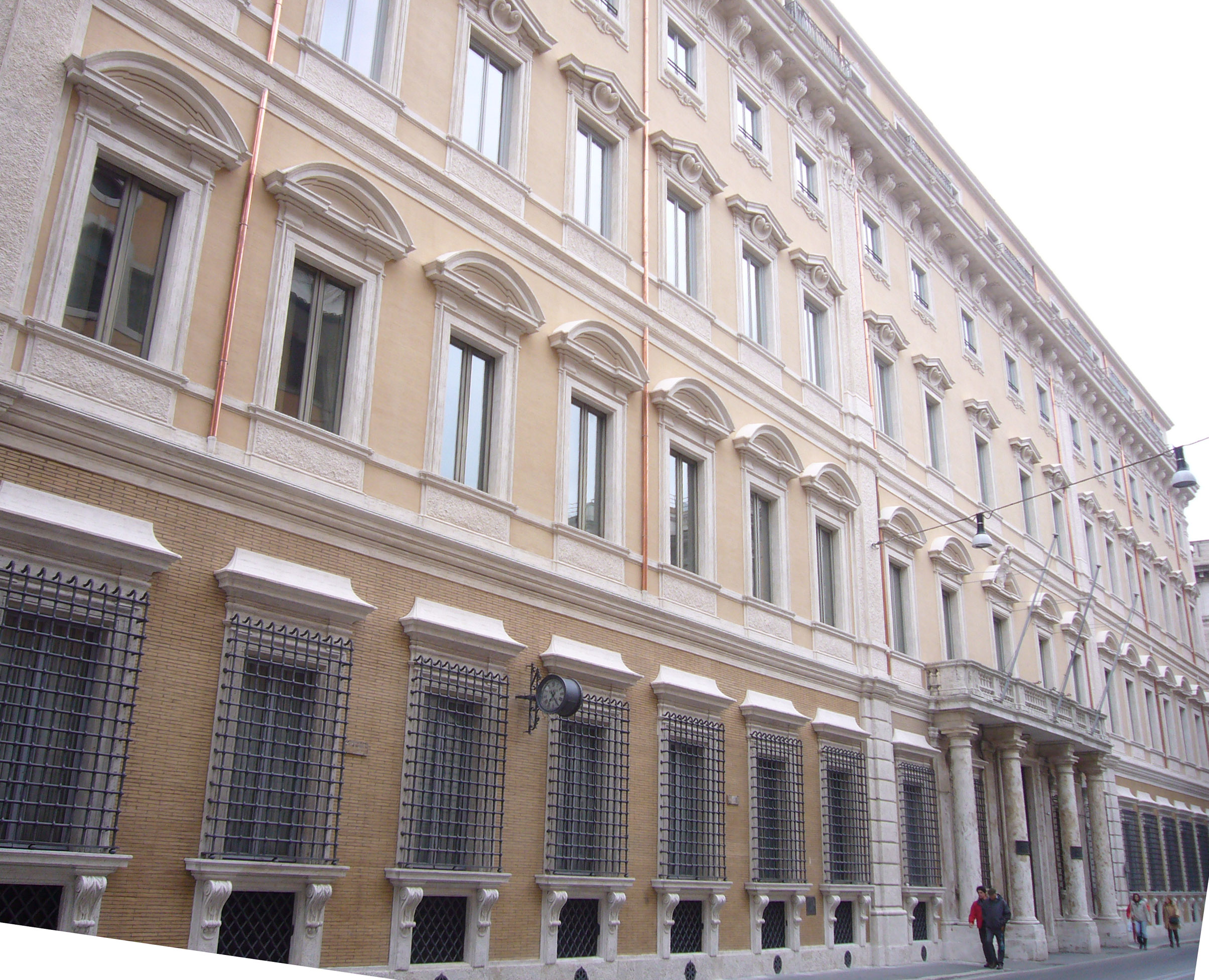
Palazzo de Carolis in via del Corso a Roma.

Agli inizi del XVIII secolo, lo Specchi fornì il progetto originale per il palazzo del Collegio Raffaello a Urbino, anche se non venne interamente rispettato, perché fu ritenuto eccessivamente oneroso e per questo vennero apportate diverse modifiche.
Fu accolto nel 1711 all'Accademia di San Luca. Dal 1714 al 1728, costruì per Livio De Carolis il suo capolavoro: il Palazzo De Carolis in via del Corso.
Già nel 1717, Specchi aveva preparato un disegno per la scalinata di Piazza di Spagna. Complicazioni diplomatiche circa la giurisdizione sul sito tra la Francia e il Papato impedivano l'esecuzione del suo progetto e la scalinata fu costruita qualche anno dopo da Francesco De Sanctis, che comunque aveva preso ispirazione dalle soluzioni architettoniche di Specchi.
Altre sue opere sono il Palazzo Pichini-Gallo, in piazza Farnese, caratterizzato da una bella scalinata, la fontana De Carolis a Frosinone, e la prima sistemazione delle Scuderie del Quirinale, caratterizzate da una scenografica doppia rampa curvilinea digradante verso la piazza, eliminata nel XIX secolo.

## Altre opere
- Facciata di Sant'Anna dei Palafrenieri (1700-1721)
- Fontana De Carolis, a Frosinone (1711)
- Portico esterno di San Paolo Fuori le Mura (1725; demolito)
- Palazzo del Collegio Raffaello, a Urbino (1702-1741)
- Porto di Ripetta (1704; demolito)

## Galleria d'immagini

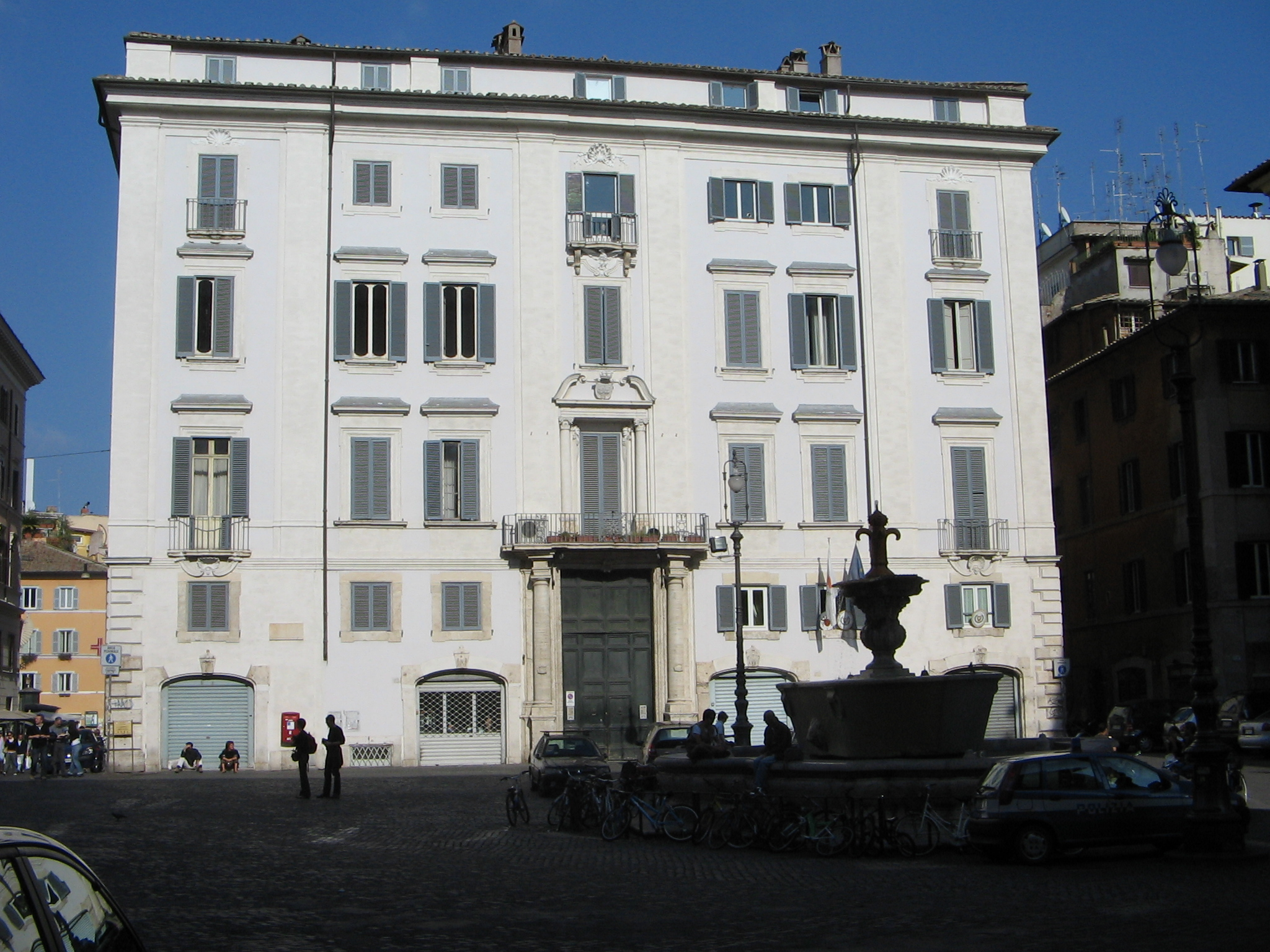
Palazzo Pichini a Piazza Farnese
La fontana De Carolis a Frosinone